# Scikit-learn
Scikit-learn (anteriormente scikits.learn) es una biblioteca para aprendizaje automático de software libre para el lenguaje de programación Python.
Incluye varios algoritmos de clasificación, regresión y análisis de grupos entre los cuales están máquinas de vectores de soporte, bosques aleatorios, Gradient boosting, K-means y DBSCAN. Está diseñada para interoperar con las bibliotecas numéricas y científicas NumPy y SciPy.

## Visión general
El proyecto scikit-learn empezó con el nombre scikits.learn, un proyecto de Google Summer of Code por David Cournapeau. Su nombre viene de la idea que se trata de una extensión auxiliar desarrollada y distribuida independientemente de SciPy.
El código de base original fue reescrito más adelante por otros desarrolladores. En 2010 Fabian Pedregosa, Gael Varoquaux, Alexandre Gramfort y Vincent Michel, todos de INRIA tomaron el liderazgo del proyecto e hicieron la primera distribución pública el 1 de febrero de 2010. Entre las diferentes extensiones o scikits de Scipy, scikit-learn  y scikit-image fueron descritas como "bien-mantenidas y populares" en noviembre de 2012.
A 2018, scikit-learn sigue bajo desarrollo activo.

## Implementación
Scikit-learn está escrita principalmente en Python, con algunos algoritmos de núcleo escritos en Cython para conseguir mayor rendimiento. Las máquinas de vectores de soporte  están implementadas por una conexión en Cython a LIBSVM; de forma similar, logistic regresión y máquinas de vectores de soporte lineales llaman a la biblioteca LIBLINEAR.

## Historial de versiones
Scikit-learn fue inicialmente desarrollada por David Cournapeau como proyecto de Google Summer of code en 2007. Más adelante, Matthieu Brucher se unió al proyecto y lo utilizó como parte de su trabajo de tesis. En 2010 INRIA, el Instituto francés para la Investigación en Informática y Automatización, se involucró en el proyecto y la primera distribución pública (v0.1 beta) se realizó a finales de enero de 2010.
- Septiembre de 2018. scikit-learn 0.20.0[7]
- Julio de 2018. scikit-learn 0.19.2
- Julio de 2017. scikit-learn 0.19.0
- Septiembre de 2016. scikit-learn 0.18.0
- Noviembre de 2015. scikit-learn 0.17.0[8]
- Marzo de 2015. scikit-learn 0.16.0
- Julio de 2014. scikit-learn 0.15.0
- Agosto de 2013. scikit-learn 0.14